# マンガごっちゃ
『マンガごっちゃ』は、かつてマイクロマガジン社が提供していたウェブサイト。

## 概要
2010年5月23日に開設され、オリジナルの漫画を無料配信していた。また漫画投稿サイトとしての機能も持ち合わせ、6月1日より投稿の受付を開始していた（18禁作品の取り扱いはなし）。
漫画の読者、漫画家、漫画家志望者（投稿者）といった各ユーザーの情報交換サイトとして設立された。閲覧・投稿のすべてが無料。
会員登録をしなくてもコンテンツの閲覧は可能であるが、会員登録による特典も一部存在していた。投稿に関しては出版社が運営母体であることを強みとして「出版関係者の目に止まり易い」などメリットを挙げてデビューのきっかけがつかみやすいとしていた（実際の掲載は、投稿規約に従い審査を経ての掲載となる）。
2020年3月31日18時をもってサービス終了。

## 掲載作品

### レギュラー連載
- ゲーム屋さんのメイドさん（びわエスパー）
- 琴浦さん漫画（えのきづ）
- そして船は行く 完全版（雑君保プ）
- とらぶるスピリット!（みなみ）
- P.S.すりーさん（IKa）
  - P.S.すりーさん 以前（IKa）
- 羊っ娘 メリーさん（海月れおな） - 『livedoor デイリー4コマ』より移籍
- れげーさん（IKa）
- れとろげ。（原作：白川嘘一郎 作画：くさなぎゆうぎ）
- ピコッとハニエル（久松ゆのみ）